# Holland (hrabstwo Sheboygan)
Holland – miasto w Stanach Zjednoczonych, w stanie Wisconsin, w hrabstwie Sheboygan.